# Zeta Scuti
Zeta Scuti (ζ Sct) – trzecia co do jasności gwiazda w gwiazdozbiorze Tarczy. Oddalona jest o około 207 lat świetlnych od Słońca.
Zeta Scuti jest pomarańczowym olbrzymem należącym do typu widmowego K o jasności obserwowanej równej 4,66m oraz układem podwójnym o okresie 6,5 roku.